# Saber Eid
Saber Eid (ur. 1 maja 1959 w Al-Mahalla al-Kubra) – egipski piłkarz grający na pozycji obrońcy.

## Kariera klubowa
Przez całą karierę piłkarską Eid związany był z klubem Ghazl El-Mehalla z miasta Al-Mahalla al-Kubra. W jego barwach zadebiutował w 1981 roku pierwszej lidze egipskiej i był podstawowym zawodnikiem swojej drużyny. W latach 1986, 1993 i 1995 trzykrotnie zdobył z nim Puchar Egiptu. Grał w nim do 1995.

## Kariera reprezentacyjna
W reprezentacji Egiptu Eid zadebiutował w 1984 roku. W 1990 roku został powołany przez selekcjonera Mahmouda El-Gohary'ego do kadry na Mistrzostwa Świata we Włoszech. Tam był rezerwowym zawodnikiem i nie rozegrał żadnego spotkania.